# 2010: A doua odisee (roman)
2010: A doua odisee (titlu original 2010: Odyssey Two) este un roman științifico-fantastic 
din 1982 scris de Arthur C. Clarke. Este continuarea romanului 2001: O odisee spațială din 1968, dar continuă acțiunea din filmul omonim al lui Stanley Kubrick și nu romanul lui Clarke.
Romanul face parte din seria Odiseea spațială și a fost nominalizat la Premiul Hugo pentru cel mai bun roman, precum și la Premiul Locus în 1984.
Pe baza acestui roman a fost realizat în 1984 filmul 2010 în regia lui Peter Hyams.

## Intriga
La nouă ani după misiunea Discovery, un echipaj combinat americano-sovietic din care face parte doctorul Heywood Floyd (cel care studiase anomalia TMA-1 din craterul Tycho de pe Lună), este trimis pe nava Cosmonaut Alexei Leonov să investigheze cauzele eșecului misiunii precedente și dispariția unicului ei supraviețuitor, David Bowman, precum și să studieze monolitul aflat în vecinătatea planetei Jupiter. Deși această misiune ar fi trebuit îndeplinită de nava americană Discovery II, descoperirea de către sovietici a unui sistem de propulsie superior determină îmbarcarea lui Floyd la bordul lui Leonov.
În timpul zborului spre Jupiter, echipajul asistă la lansarea unei nave spațiale chinezești, Tsien, cu o viteză superioară, a cărei țintă pare să fie tot Discovery. VIteza superioară se dovedește a avea la bază un sistem de propulsie pe bază de apă care nu ridică problema consumului: nava chinezească se oprește pe satelitul Europa pentru realimentare. Însă operațiunea se dovedește fatală, nava fiind distrusă de o formă de viață indigenă atrasă de luminile ei. Singurul supraviețuitor al misiunii lansează spre Leonov un mesaj în care descrie incidentul, înainte de a i se termina rezervele de oxigen.
Ajunsă la ținta misiunii sale, Leonov se cuplează cu Discovery și începe explorarea navei pentru a determina cauzele eșecului misiunii ei. Doctorul Chandra, proiectantul inteligenței artificiale HAL 9000, repune în funcțiune giganticul calculator și încearcă să rezolve problemele de programare care au determinat comportamentul eronat al lui HAL în timpul misiunii Discovery.
Ceilalți membri ai echipajului asistă la deschiderea porții stelare din monolitul TMA-2 odată cu revenire în sistemul solar a entității în care s-a transformat David Bowman. După o scurtă vizită pe Pământ, în timpul căreia ia legătura cu mama sa și cu o fostă iubită, Bowman revine pe orbita lui Jupiter și-l contactează pe Floyd, avertizându-l despre necesitatea părăsirii urgente a zonei. Natura pericolului nu este dezvăluită, dar avertismentul schimbă întreg planul misiunii Leonov. Dacă inițial se dorea readucerea navei Discovery înapoi pe Pământ, acum aceasta trebuie folosită pentru propulsia lui Leonov, astfel încât aceasta să nu-și consume întregul combustibil plecând înainte de deschiderea ferestrei de lansare.
Temerile echipajului sunt legate de comportamentul lui HAL, care, pus în fața abandonării sale pe orbita lui Jupiter, poate avea din nou un comportament conflictual. Însă computerul își îndeplinește misiunea fără probleme și, în timp ce orbitează în jurul lui Jupiter pentru a beneficia de efectul de praștie, membrii lui Leonov asistă la divizarea exponențială a monolitului TMA-2 și la devorarea giganticei planete de către noii monoliți.
Acțiunea lor devine evidentă în momentul în care provoacă o novă care transformă planeta Jupiter într-un nou soare, care va fi numit Lucifer. Înainte ca unda termică și cea de radiații expulzată de novă să distrugă nava Discovery, Bowman apelează la HAL pentru a trimite un ultim mesaj spre Pământ, apoi își folosește noile puteri pentru a lua cu el conștiința inteligenței artificiale ca tovarăș de peregrinări cosmice.
Leonov scapă cu bine din contactul cu unda de șoc a novei, iar Pământul se trezește pus în fața unei schimbări majore: prezența pe cer a doi sori elimină noaptea, ceea ce, pe de o parte, permite o intensificare a activității și, pe de altă parte, pune în pericol ecosistemul planetei.

### Epilog
Ultimul mesaj trimis spre Pământ de HAL precizează că:
Cartea se termină cu un scurt epilog, a cărui acțiune se petrece în anul 20.001. La acea dată, una dintre speciile de pe Europa a evoluat până la stadiul unei civilizații primitive, probabil cu ajutorul monolitului. Lucifer (fosta planetă Jupiter) este considerat soarele principal, în timp ce soarele original este numit „Soarele Rece”. Deși cea mai mare parte a așezărilor acestei civilizații se concentrează în emisfera opusă lui Lucifer, care încă mai este acoperită de ghețuri. De acolo, ei asistă la spectacolul nopții, necunoscut în restul Europei, unde este suveran Soarele Rece.
Pe baza observațiilor făcute de pe fața întunecată, europanii dezvoltă o mitologie. Deși ajung la concluzia corectă că Lucifer n-a existat mereu acolo unde este, ei cred că Soarele Rece este fratele acestuia, condamnat pentru o crimă să mărșăluiască etern pe cer. Europanii mai observă și trei corpuri majore pe cer, unul înflăcărat, celelelate prezentând luminițe care se răspândesc treptat. Aceste trei corpuri cerești sunt sateliții Io, Callisto și Ganymede, ultimele două fiind colonizate de oameni la acea dată.
Deși au încercat să exploreze Europa, oamenii s-au lovit mereu de eșecul misiunilor lor, sondele fiind distruse la intrarea în atmosferă. Resturile unora dintre sonde au ajuns obiect de cult printre europani. După cum se arată în 2061 și 3001, navele cu echipaj uman care au încercat să aterizeze pe Europa au fost deviate de forțe externe.
Cel mai important obiect de venerare al europanilor îl constituie un monolit în care se află conștiințele lui David Bowman și a lui HAL și care are grijă ca un eventual contact între oameni și europani să nu aibă loc înainte de vreme.

### Capitolele cărții
| I. Leonov - 1 - Întâlnire în miezul lucrurilor - 2 - Casa cu delfini - 3 - SAL 9000 - 4 - Descrierea misiunii - 5 - Leonov II. TSIEN - 6 - Trezirea - 7 - Tsien - 8 - Întâlnirea cu Jupiter - 9 - Gheața din Marele Canal - 10 - Un strigăt de pe Europa - 11 - Gheață și vid III. DISCOVERY - 12 - La vale - 13 - Lumile lui Galileo - 14 - Dublă întâlnire - 15 - Fuga de gigant - 16 - Convorbiri particulare - 17 - Abordaj - 18 - Operațiuni de salvare | - 19 - Operațiunea moara de vânt - 20 - Ghilotina - 21 - Resurecția IV. LAGRANGE - 22 - Fratele cel Mare - 23 - Întâlnire - 24 - Misiune de recunoaștere - 25 - Vedere din Lagrange - 26 - Perioada de probă - 27 - Interludiu: confesiuni adevărate - 28 - Frustrări - 29 - Stare de urgență V. UN COPIL AL STELELOR - 30 - Întoarcerea acasă - 31 - Disneyville - 32 - Crystal Spring - 33 - Betty - 34 - Rămas-bun - 35 - Reabilitarea - 36 - Foc în adâncuri - 37 - Înstrăinare | - 38 - Peisaj înspumat - 39 - În garajul pentru vehicule - 40 - Daisy, Daisy - 41 - Schimbul de noapte VI. ÎNGHIȚITORUL DE LUMI - 42 - Năluca din Mașină - 43 - Exercițiu de gândire - 44 - Cum să te faci mai repede nevăzut - 45 - Fuga - 46 - Numărătoarea inversă - 47 - Ultima trecere pe lângă Jupiter - 48 - Fața întunecată a lui Jupiter - 49 - Înghițitorul de lumi VII. RĂSĂRITUL LUI LUCIFER - 50 - Despărțirea de Jupiter - 51 - Un joc cosmic - 52 - Combustie - 53 - Lumi dăruite - 54 - Între doi sori - 55 - Răsăritul lui Lucifer Epilog |

## Lista personajelor
- Dr. Heywood Floyd - savant american desemnat să asiste la dezgroparea monolitului TMA-1 din craterul lunar Tycho și, ulterior, să participe la misiunea de recuperare a navei Discovery
- Tatiana Tania Orlova - căpitanul navei Leonov
- Dr. Vasili Orlov - ofițer de pe Leonov însărcinat cu navigația și astronomia
- Dr. Maxim Brailovski - ofițer tehnic de pe Leonov
- Dr. Alexander Kovalev - ofițer tehnic de pe Leonov însărcinat cu comunicațiile
- Dr. Nikolai Ternovski - ofițer tehnic de pe Leonov însărcinat cu sistemele de comandă
- Katerina Rudenko - chirurg-comandant de pe Leonov
- Dr. Irina Iakunina - ofițer medical de pe Leonov
- Walter Curnow - specialist de sistem american, îmbarcat la bordul lui Leonov pentru a ajuta la punerea în funcțiune a navei Discovery
- Dr. Sivasubramanian Chandra Chandrasegarampillai - profesor de știința computerelor la Universitatea din Illinois, Urbana, proiectantul lui HAL 9000 și cel însărcinat cu repunerea în funcțiune a acestuia
- David Bowman - singurul supraviețuitor al misiunii Discovery, devenit un Copil-al-Stelelor (o entitate omnipotentă în conformitate cu standardele omenirii) după contactul cu o avansată civilizație extraterestră
- HAL 9000 - inteligența artificială însărcinată cu bunul mers al misiunii Discovery, dar a cărei eroare de funcționare a determinat oprirea ei; este repusă în funcțiune și reprogramată de dr. Chandra, ajutând la succesul misiunii Leonov
- Dimitri Moisevici - membru al Academiei de Științe a URSS, prieten foarte bun cu Floyd
- Caroline Floyd - a doua soție a lui Heywood, rămasă pe Pământ; în timp ce Leonov este în plină misiune, decide să divorțeze
- Chris - fiul lui Heywood și al Carolinei

## Legături cu realitatea
Clarke a presărat de-a lungul romanului numele unor disidenți sovietici, printre care fizicienii Andrei Saharov și Iuri Orlov, activiștii pentru drepturile omului Mikola Rudenko și Anatoli Marcenko, sau activistul ortodox Gleb Iakunin. În 2061: A treia odisee, Clarke însuși face referire la „crearea de probleme (editorului Vasili Zarcenko) prin împrumutarea numelor diverșilor disidenți”.

## Neconcordanțe între2010și restul seriei
- A doua parte a romanului 2001: O odisee spațială se petrece în apropierea planetei Saturn, monolitul aflându-se la suprafața satelitului Iapetus. Romanul 2010 și ecranizarea sa continuă acțiunea filmului 2001, care plasează monolitul și nava Discovery pe o orbită situată între Jupiter și satelitul său Io.
- În filmul 2001, ultimele cuvinte sunt cele ale unei înregistrări legată de misiune, în timp ce în roman, David Bowman exclamă: „Dumnezeule, e plin de stele!”. Deși continuă filmul 2001 și nu cartea, romanul 2010 (și ecranizarea acestuia) prezintă acest citat.
- Când Bowman rememorează evenimentele din 2001, își amintește încercarea de a recupera cadavrul lui Frank Poole într-o navetă în care se suise fără cască și apoi revenirea la Discovery printr-o ecluză de urgență. Acest incident s-a petrecut doar în filmul 2001, în timp ce în roman HAL deschide toate ecluzele pentru a ucide echipajul în momentul în care Bowman încearcă să-i trezească pe cei trei colegi aflați în stare de animație suspendată.
- În toate romanele seriei Odiseea spațială, precum și în ecranizarea 2010, proiectantul lui HAL este dr. Chandra. Doar în filmul 2001: O odisee spațială el este numit dl. Langley.
- În 3001: Odiseea finală se menționează că misiunea lui Leonov ar fi avut loc în 2040.
- În același roman, monoliții se pare că ar fi părăsit sistemul solar, ceea ce nu se potrivește cu evenimentele relatate în epilogul romanului 2010, a căror acțiune se petrece în 20.001[7].

În prefața romanului 2061, Clarke face câteva precizări legate de aceste neconcordanțe:
„Așa cum 2010 nu era o urmare directă a lui 2001, această carte nu este o urmare liniară a lui 2010. Romanele trebuie socotite variațiuni pe aceeași temă, presupunând multe dintre aceleași personaje și situații, dar fără ca acțiunile lor să se desfășoare în mod necesar în același univers. Descoperirile făcute după 1964 au făcut imposibilă menținerea unei uniformități, romanele ulterioare încorporând descoperiri și evenimente care nu se petrecuseră la data scrierii primelor cărți.”

## Opinii critice
Carl Sagan consideră romanul „o călătorie impresionantă prin sistemul solar, o continuare remarcabilă a legendei 2001: O odisee spațială”. Asimov's Science Fiction Magazine cataloghează cartea ca „incitantă, misterioasă, tulburătoare și chiar profetică”, iar Los Angeles Times este de părere că „stârnește imaginația [...] și celor neinteresați de știință”. Interzone merge mai departe, apreciind-o ca pe „o realizare monumentală și o lectură obligatorie pentru fanii vechi și noi ai lui Arthur C. Clarke”.
Library Journal este de părere că „nimeni nu scrie mai bine ca Arthur C. Clarke despre extratereștrii enigmatici și artefactele lor”, în timp ce Publishers Weekly apreciază că scriitorul britanic „strălucește în abilitatea de a zugrăvi realist detaliile unor progrese științifice care, deocamdată, ne sunt inaccesibile”.

## Ecranizare
În 1984, Peter Hyams a realizat o ecranizare a cărții, cu Roy Scheider în rolul lui Heywood Floyd, John Lithgow în cel al lui Walter Curnow și Helen Miren în cel al Tanyei Kirbuk.
Deși nu a avut un impact la fel de mare ca și predecesorul său, 2001: O odisee spațială, regizat de Stanley Kubrick, filmul a fost bine primit de critici și a fost nominalizat la 5 premii Oscar.

## Traduceri în limba română
- 1994 - 2010: a doua Odisee Spațială, ed. Olimp, traducere Mihai Bădescu, 508 pag., ISBN 973-96257-1-1
- 2010 - 2010: a doua odisee (cartonată), ed. Nemira, colecția "Nautilus", traducere Cornelia Bucur, 336 pag., ISBN 978-606-8134-75-8
- 2013 - 2010: a doua odisee, ed. Nemira, colecția "Nautilus", traducere Cornelia Bucur, 336 pag., ISBN 978-606-579-657-7